# Элла (король Нортумбрии)
Элла (др.-англ. Ælla, Aelle; убит 21 марта или 23 марта 867) — англосаксонский король Нортумбрии (862/863—867).

## Биография
Элла был признан своим братом, королём Осбертом, наследником престола. Фактически отстранив Осберта от власти, он с 862 либо 863 года стал властвовать в Нортумбрии. Сведения о правлении Эллы крайне скудны. Согласно сообщению жившего в XI—XII веках хрониста Симеона Даремского, Элла конфисковал церковные владения в Биллингеме, Илеклифе, Вигеклифе и Кресе. Элла описывается хронистами как тиран и человек дурного нрава.
Элла погиб вместе со своим братом, королём Осбертом, в битве с норманнами 21 или 23 марта 867 года, после чего Нортумбрия была фактически подчинена основанному на севере Англии викингами королевству Йорвик.
Элла является одним из важнейших персонажей скандинавской саги «История о сыновьях Рагнара» (Ragnarssona þáttr). Согласно ей, предводитель викингов Рагнар Лодброк в 865 году с войском вторгся в Нортумбрию, однако был разгромлен королём Эллой, схвачен и брошен в яму со змеями, где и погиб. Чтобы отомстить за отца, сын Рагнара Ивар Бескостный с братьями и новой армией в 866 году вновь напал на Нортумбрию. В следующем году в битве под Йорком викинги одолели англосаксов. Согласно легенде, Элла был пленён и предан мучительной казни «кровавый орёл».

## В кино
- В фильме «Викинги» (1958, США) в роли короля Эллы — Фрэнк Тринг.
- В сериале «Викинги» (2013—2020, Ирландия, Канада) в роли короля Эллы — Айван Кэй[англ.].